# Piper de baltă
Piperul de baltă, sau dintele-dracului, iarba iute, piparca sălbatică, troscot piperat, trestie mirositoare (Persicaria hydropiper, sin. Polygonum hydropiper) este o specie de plante din familia Polygonaceae. Crește în locuri umede și apă mică; este nativă zonei temperate din emisfera nordică. Planta este folosită drept condiment datorită aromei înțepătoare.

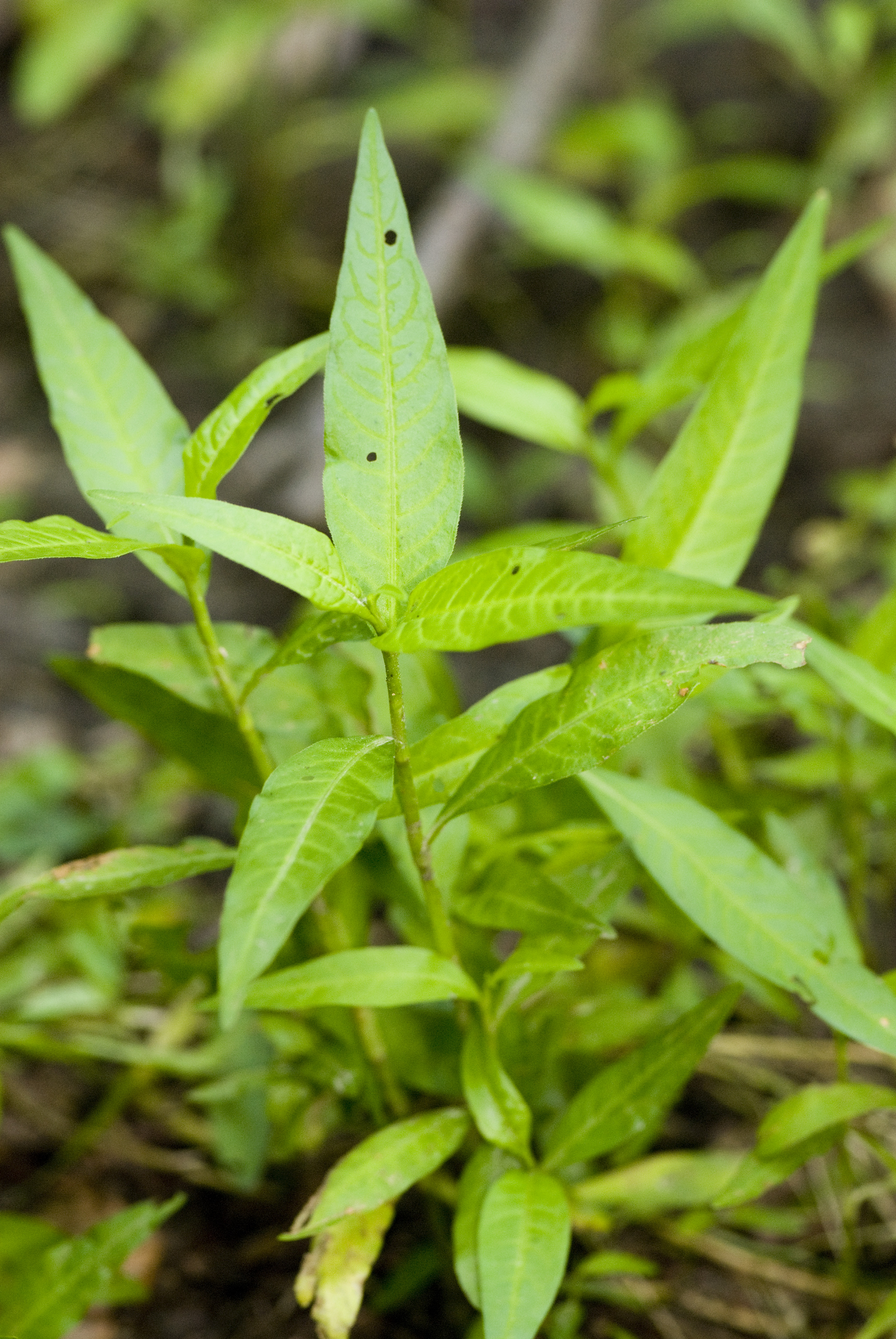
Piperul de baltă

## Descriere
Este o plantă acvatică fără tulpini aeriene, cu rizom lung, târâtor și gros. De pe rizom se ridică frunze ondulate nepețiolate, lanceolate. Florile piperului de baltă sunt gălbui și mici, cu învelișul format din 6 piese. Florile sunt grupate într-un spadix gros lateral (ca un știulete). Fructul este o bacă. Piperul de baltă înflorește în lunile mai-iulie.

## Răspândire
Crește în apele stătătoare (pe marginea bălților și lacurilor).

## Utilizare
Se folosește rizomul (Rizoma Calami) care are o culoare brun roșcată, miros plăcut, aromat și gust amar. Acesta se recoltează primăvara înainte ca plantă să înflorească (în martie-aprilie) sau după (toamna, în septembrie-octombrie). Produsul conține cca. 2-3% ulei volatil, colamină, amidon, substanțe amare, având o acțiune spasmolitică, colagogă, tonică, coleretică, carminativă, antispatică, diuretică, simulând apetitul și secreția gastrică. Se utilizează ca decoct sau infuzie. Băile de obligeană au efect tonifiant la convalescență, diabet sau anemii. Prezintă și proprietăți insecticide și tranchilizante. Intră în compoziția ulcerotratului.